# Octomeria rohrii
Octomeria rohrii är en orkidéart som beskrevs av Guido Frederico João Pabst. Octomeria rohrii ingår i släktet Octomeria och familjen orkidéer. Inga underarter finns listade i Catalogue of Life.